# Angel Station
Angel Station je deváté studiové album skupiny Manfred Mann's Earth Band, vydané v březnu 1979. Album produkovali Anthony Moore a Manfred Mann.

## Seznam skladeb
| Strana 1 | Strana 1             | Strana 1                                       | Strana 1 |
| Pořadí   | Název                | Autor                                          | Délka    |
| -------- | -------------------- | ---------------------------------------------- | -------- |
| 1.       | Don't Kill It Carol  | Heron                                          | 6:18     |
| 2.       | You Angel You        | Dylan                                          | 4:02     |
| 3.       | Hollywood Town       | Schock                                         | 5:09     |
| 4.       | "Belle" of the Earth | Mann                                           | 2:46     |
| 5.       | Platform End         | Mann, Britton, King, Waller, Thompson, O'Neill | 1:32     |

| Strana 2 | Strana 2             | Strana 2                | Strana 2 |
| Pořadí   | Název                | Autor                   | Délka    |
| -------- | -------------------- | ----------------------- | -------- |
| 1.       | Angels At My Gate    | Mann, Martinez, O'Neill | 4:50     |
| 2.       | You Are - I Am       | Mann                    | 5:11     |
| 3.       | Waiting for the Rain | Falcon                  | 6:17     |
| 4.       | Resurrection         | Mann                    | 2:42     |

| Bonusy na reedici v roce 1999 | Bonusy na reedici v roce 1999        | Bonusy na reedici v roce 1999 | Bonusy na reedici v roce 1999 |
| Pořadí                        | Název                                | Autor                         | Délka                         |
| ----------------------------- | ------------------------------------ | ----------------------------- | ----------------------------- |
| 10.                           | Don't Kill It Carol (singlová verze) | Heron                         | 3:58                          |
| 11.                           | You Angel You (singlová verze)       | Dylan                         | 3:46                          |

## Sestava
- Manfred Mann – klávesy, zpěv
- Geoff Britton – bicí, altsaxofon
- Pat King – baskytara
- Steve Waller – kytara, zpěv v „Don't Kill it Carol“ a „Angelz At My Gate“
- Chris Thompson – zpěv v „You Angel You“, „Hollywood Town“, „"Belle" of the Earth“ a „Waiting for the Rain“

&
- Jimmy O'Neill – rytmická kytara
- Dyan Birch – doprovodný zpěv
- Anthony Moore – kytara, sekvencer, syntezátor